# Râul Râiosu, Buda
Râul Râiosu este un râu din România, afluent al râului Buda. 